# Domenico Morfeo
Domenico Morfeo (Pescina, 16 januari 1976) is een Italiaans betaald voetballer die bij voorkeur als aanvallende middenvelder speelt. In oktober 2008 beëindigde hij zijn actieve carrière, maar in januari 2009 stapte hij opnieuw het veld op in dienst van US Cremonese. Voordien speelde hij voor onder meer Atalanta Bergamo, ACF Fiorentina, Inter Milaan en Parma FC.

## Olympische Spelen
Morfeo vertegenwoordigde zijn vaderland op de Olympische Spelen 1996 in Atlanta, waar de Italiaanse olympische selectie onder leiding van bondscoach Cesare Maldini al in de groepsronde werd uitgeschakeld.

## Carrière
- 1993-1997: Atalanta Bergamo
- 1997-2002: ACF Fiorentina
  - 1998-1999: → AC Milan (huur)
  - 1999-2000: → Cagliari Calcio (huur)
  - 2000: → Hellas Verona (huur)
  - 2001: → Atalanta Bergamo (huur)
- 2002-2003: Inter Milaan
- 2003-2008: Parma FC
- 2008-2009: Brescia Calcio
- 2009: US Cremonese